# گکهر مندی
گکهر مندی (به انگلیسی: Ghakhar Mandi) یک منطقهٔ مسکونی در پاکستان است که در ناحیه گوجرانوالا واقع شده‌است. گکهر مندی ۱۳ کیلومتر مربع مساحت دارد ۲۲۳ متر بالاتر از سطح دریا واقع شده‌است.